# Sabine Günther
Sabine Günther, född den 6 november 1963 i Jena i Östtyskland som Sabine Rieger, är en tysk före detta friidrottare som tävlade för Östtyskland i kortdistanslöpning.
Günthers genombrott kom när hon vann EM-guld för juniorer 1981 på 200 meter. Hon deltog vid EM 1982 där hon var med i det östtyska stafettlaget på 4 x 100 meter tillsammans med Gesine Walther, Bärbel Wöckel och Marlies Göhr, som vann guld. Individuellt slutade hon på en tredje plats på 200 meter. 
1985 ingick hon i stafettlaget tillsammans med Silke Gladisch, Marlies Göhr och Ingrid Auerswald som sprang 4 x 100 meter på tiden 41,37 vid tävlingar i Canberra. Tiden gäller fortfarande som världsrekord på distansen.
Samma lag blev europamästare vid EM 1986. Vid EM 1990 blev hon för tredje gången europamästare på 4 x 100 meter denna gång i ett lag som bestod av Silke Gladisch, Katrin Krabbe, Kerstin Behrendt och Günther.

## Personliga rekord
- 200 meter - 22,37